# ハジロアメリカムシクイ
ハジロアメリカムシクイ（羽白亜米利加虫喰、Xenoligea montana）は、スズメ目アメリカムシクイ科に分類される鳥類。

## 分布
ドミニカ共和国、ハイチ（イスパニョーラ島固有種）

## 形態
全長14.5cm。頭部は青みがかった灰色の羽毛で覆われる。眼先は黒く、眼の上下には白い三日月状の斑紋が入る。胴体上面は緑褐色の羽毛で覆われる。尾羽は黒く、羽縁は暗褐色。風切羽は黒褐色で、初列風切の一部は羽縁が白く和名や英名（white-winged=白い翼の）の由来になっている。
嘴は大型で分厚い。嘴や後肢の色彩は黒い。

## 生態
標高1,200m以上（主に標高1,300-1,800m）の山地にある下草が生い茂った雲霧林に生息する。種小名montanaは「山の」の意。非繁殖期には他種と混群を形成する。
食性は雑食で、昆虫類、種子などを食べる。藪の中や低木の樹上で採食を行う。
繁殖形態は卵生。

## 人間との関係
開発による生息地の破壊、人為的に移入されたマングースによる捕食などにより生息数は減少している。特にハイチの個体群は絶滅の危険性が高いとされる。